# Cherkasskoye Porechnoye
Cherkasskoye Porechnoye (en ruso: Черкасское Поречное) es un pueblo ruso perteneciente al óblast de Kursk. Situado en el suroeste del país, forma parte del raión de Sudzha.

## Toponimia
Otro nombre de importancia local es Cherkaske Porichne (en ucraniano: Черкаське Порічне).

## Geografía
Cherkasskoye Porechnoye está situado a orillas del río Sudzha, 14 km al noreste de Sudzha y 76 km al suroeste de Kursk. También se encuentra a 16 km de la frontera ruso-ucraniana.  

## Historia
El 11 de agosto de 2024, el pueblo fue escenario de una incursión en la óblast de Kursk de las Fuerzas Armadas de Ucrania en el transcurso de la guerra ruso-ucraniana. El 15 de agosto, el gobierno ucraniano anunció la formación de una administración militar para brindar ayuda humanitaria a los civiles y mantener la ley y el orden, donde se integró a Cherkasskoye Porechnoye. El 10 de marzo de 2025, las autoridades rusas anunciaron que habían recuperado el control de la localidad.

## Demografía
La evolución demográfica de Cherkasskoye Porechnoye entre 2002 y 2021 fue la siguiente:
| 884                            | 768 | 685 |
| (Fuente: Population of Russia) |     |     |

## Infraestructura

### Infraestructura, monumentos y lugares de interés
En el pueblo está la iglesia de la Exaltación de la Santa Cruz, construida en 1831.